# Scamandra medea
Scamandra medea är en insektsart som beskrevs av Gustav Breddin 1900. Scamandra medea ingår i släktet Scamandra och familjen lyktstritar. Inga underarter finns listade i Catalogue of Life.